# Anton Philipp Reclam

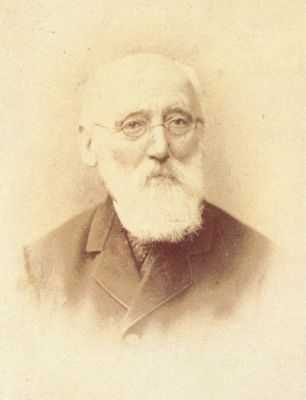
Fotografie Reclams (ca. 1887)

Anton Philipp Reclam (* 28. Juni 1807 in Leipzig; † 5. Januar 1896 ebenda) war Verleger und Buchhändler in Leipzig.

## Leben
Reclam entstammte einer Familie evangelisch reformierten Glaubens, die aus Savoyen über Genf nach Berlin gekommen war. Sein Vater Carl Heinrich Reclam (1776–1844) betrieb seit 1802 in Leipzig eine Buchhandlung und einen Verlag. Reclam absolvierte eine vierjährige Lehrzeit bei seinem Onkel Friedrich Vieweg, der in Braunschweig die Schulbuchhandlung von Joachim Heinrich Campe weiterführte. 1828 erwarb Reclam in Leipzig das „Literarische Museum“, eine Leihbibliothek und Lesehalle, denen er einen Verlag anschloss. Seit 1837 firmierte er als „Philipp Reclam jun.“ (Reclam-Verlag). Reclam verlegte Unterhaltendes und Klassisches, Zeitschriften wie „Charivari“ und das demokratische Volksblatt „Leipziger Lokomotive“. Er engagierte sich mit antirestaurativen, antihabsburgischen Schriften, so dass 1846 sein Verlag für Österreich verboten und er selbst in Leipzig „wegen öffentlicher Herabsetzung der Religion“ (Veröffentlichung des religionskritischen Buches „Zeitalter der Vernunft“ von Thomas Paine) vor Gericht gestellt wurde. Die Haftstrafe von drei Monaten trat er nach geschickter Verzögerung und der 1848 ausbrechenden Revolution nicht an. Nach der Revolution 1848/49 pflegte er ein gemischtes Verlagsprogramm: Liedersammlungen, Klavierauszüge von Opern, Bibelausgaben, antike Klassiker, Wörterbücher. Dabei war Reclam, der seit 1839 auch über eine eigene Druckerei verfügte, mit Nutzung fortschrittlichster Techniken (Stereotypie) besonders um eine auflagenstarke und kostengünstige Buchproduktion bemüht. 1867, mit der Neuregelung des Urheberrechts im Deutschen Bund, schlug für Reclam die historische Stunde. Das Gemeinfreiwerden der Autoren 30 Jahre nach ihrem Tod regelte den Nachdruck für deutsche Klassiker. Reclam gründete – unter Mitwirkung seines seit 1863 in der Firma tätigen Sohnes Hans Heinrich Reclam – die „Universal-Bibliothek“, die „ein Erscheinen sämtlicher classischer Werke unserer Literatur“ versprach, dazu „die besten Werke fremder und todter Literaturen … in guten deutschen Übersetzungen“ und auch Werke, „die sich einer allgemeinen Beliebtheit erfreuen“, ankündigte. Diese Universal-Bibliothek war 1867 als Niedrigpreisreihe und Klassiker-Edition nicht allein auf dem deutschen Buchmarkt, blieb aber dank des aus dem Vormärz stammenden sozialen Impetus, der goethezeitlichen Bildungstradition und des Geschäftssinns des Verlegers sowie einer bürgerlich prosperierenden Geschichtsperiode prägend. Sie verbreitete Weltliteratur zu wohlfeilen Bedingungen.

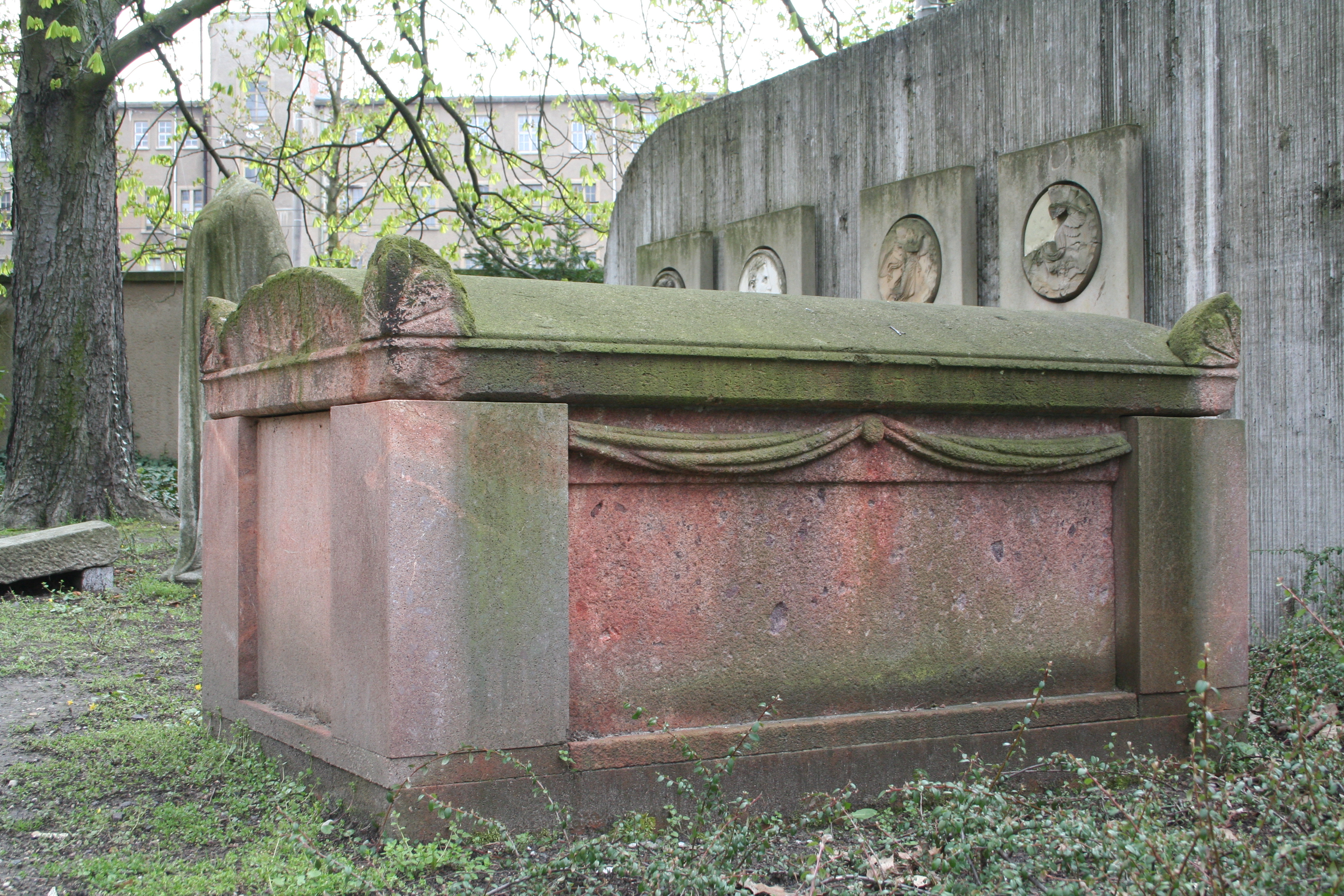
Das Grab Anton Philipp Reclams auf dem Alten Johannisfriedhof in Leipzig

Anton Philipp Reclam starb am 5. Januar 1896 im Alter von 88 Jahren in Leipzig. Seine Urne wurde dort im Reclamschen Erbbegräbnis in der IX. Abteilung des Neuen Johannisfriedhofs beigesetzt und 1965 von dort nach Stuttgart überführt. Im Zuge der Säkularisierung kam der Sarkophag vom Familiengrab auf den Alten Johannisfriedhof, wo er im Lapidarium Aufstellung fand. Nach seinem Tode führte sein Sohn Hans Heinrich Reclam (1840–1920) den Verlag weiter. Der Mediziner Karl Heinrich Reclam war sein Bruder.

## Spätere Jahre
Bis zum Tod Reclams (1896) wuchs die Universal-Bibliothek auf 3470 „Nummern“, 1945 erschien die „Nummer“ 7610. Bis in die Gegenwart, nachdem der Urenkel Heinrich Reclam nach dem Zweiten Weltkrieg in Stuttgart den Wiederaufbau betrieb, blieb Reclams Universal-Bibliothek die am längsten bestehende Buchreihe in Deutschland. Sie wurde eine kulturgeschichtliche Größe und hat das Bildungsleben nachhaltig beeinflusst. Reclam war als Verleger „der Erfinder der Massenauflagen für die Massen, der Urvater des modernen Großverlags und der pluralistischen Taschenbuchprogramme“ (Heinrich Friedrich).

## Sonstiges
- Ab 1832 war Reclam Mitglied der Leipziger Freimaurerloge Minerva.
- 1892 gehörte Reclam zu den Mitbegründern der Leipziger Freimaurerloge Phönix.

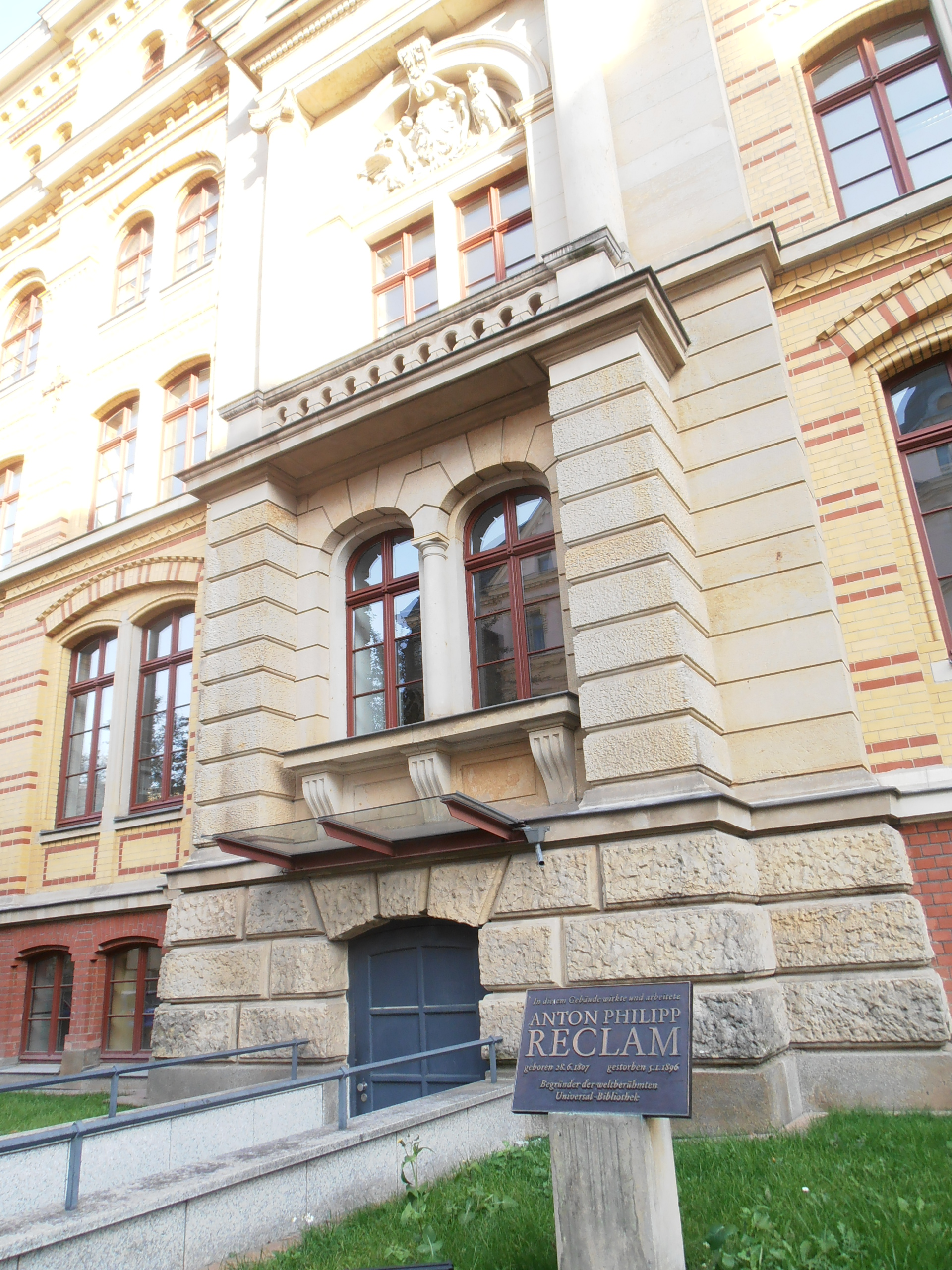
Tafel zu Ehren Reclams vor dem 1905 vollendeten Reclam-Geschäftshaus in der Inselstraße, Leipzig

## Ehrungen
Folgende Orte wurden nach A. P. Reclam benannt:
- 1928: Die Reclamstraße in Leipzig (Stadtteil Reudnitz)
- Anfang der 1990er-Jahre: Die Georgi-Dimitroff-EOS in Leipzig wurden in Anton-Philipp-Reclam-Schule umbenannt.
- 1932: Die Reclamgasse in Wien-Donaustadt (22. Bezirk)